# Mark Howard
Mark Stephen Howard (né le 21 septembre 1986 à Southwark, un quartier de Londres, en Angleterre) est un footballeur anglais. Il joue au poste de gardien de but pour Salford City.

## Biographie
Formé à l'Arsenal Football Club, Mark Howard ne joue aucun match formateur avec ce club mais est prêté en 2006 à Falkirk qui évolue en championnat d'Écosse de football. En l'espace d'un mois et demi, il devient titulaire dans les buts de ce club et joue huit matchs avant de retourner à Arsenal. Informé qu'Arsenal ne prolongera pas son contrat, il fait part de son souhait de continuer à jouer pour Falkirk.
Durant l'été, il est finalement recruté par le club gallois de Cardiff City dont le propriétaire San Hammam déclare au sujet de son nouveau gardien de but : « C'est un jeune joueur ambitieux et de qualité ». Titularisé lors de la rencontre de championnat entre Cardiff et Barnet le 22 août 2006 (défaite 0-2), il réalise une très mauvaise prestation et perd la confiance de Dave Jones, l'entraîneur du club, qui ne lui offrira aucune autre chance.
En janvier 2007, il est prêté pour un mois à Swansea City sans toutefois jouer le moindre match. À la fin de la saison, il quitte Cardiff et s'engage avec Saint Mirren, un club écossais. Il y reste trois saisons et y joue 52 matchs.
Le 13 juillet 2010, il signe un contrat d'un an à Aberdeen.
La saison suivante, alors que Blackpool est relégué en Championship (deuxième division anglaise), il y signe au mois de septembre un contrat de courte durée.
Le 13 juillet 2016, il rejoint Bolton Wanderers, avec lesquels il est promu à la deuxième division anglaise.
Le 5 juillet 2018, il rejoint Blackpool.
Le 22 octobre 2020, il rejoint Scunthorpe United.

## Palmarès

### En club
Wrexham
- Champion d'Angleterre de cinquième division en 2023.
- Vice-champion d'Angleterre de quatrième division en 2023-24